# 保利斯塔纳
保利斯塔纳（葡萄牙語：Paulistana）是巴西皮奥伊州的一个市镇。总面积1751.993平方公里，总人口16904人，人口密度9.6人/平方公里。